# Mirjana Đurica

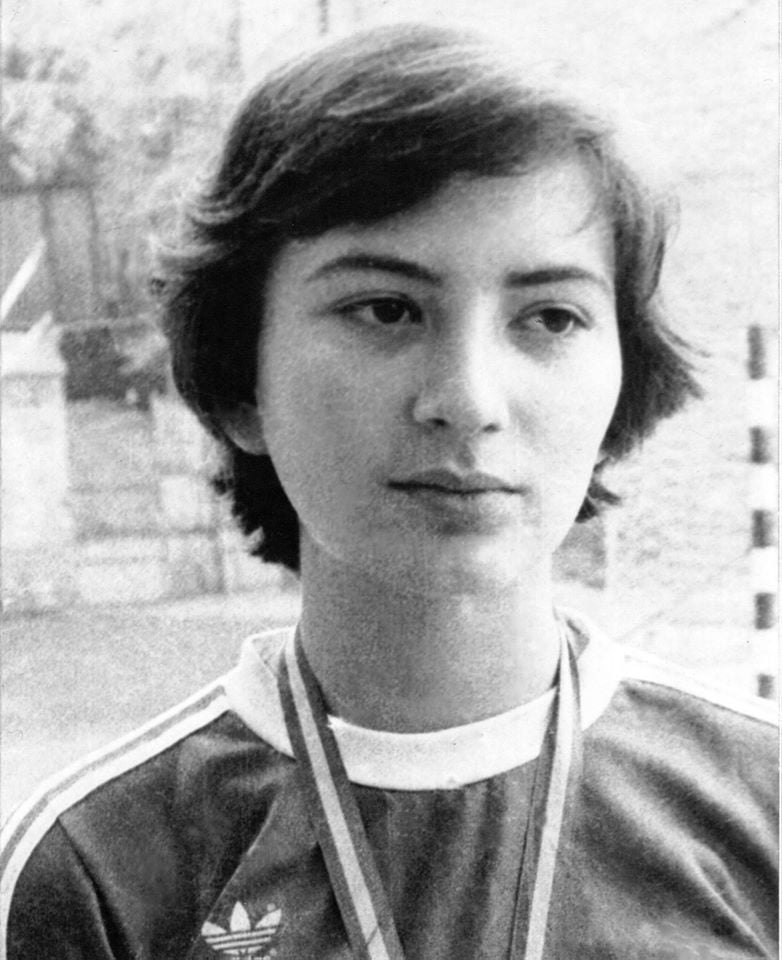

Mirjana Đurica (Sombor, 11 de março de 1961) é uma ex-handebolista profissional iugoslava, campeã olímpica.
Mirjana Đurica fez parte da geração medalha de ouro em Los Angeles 1984, e prata em Moscou 1980.